# Vorobjovy Gory

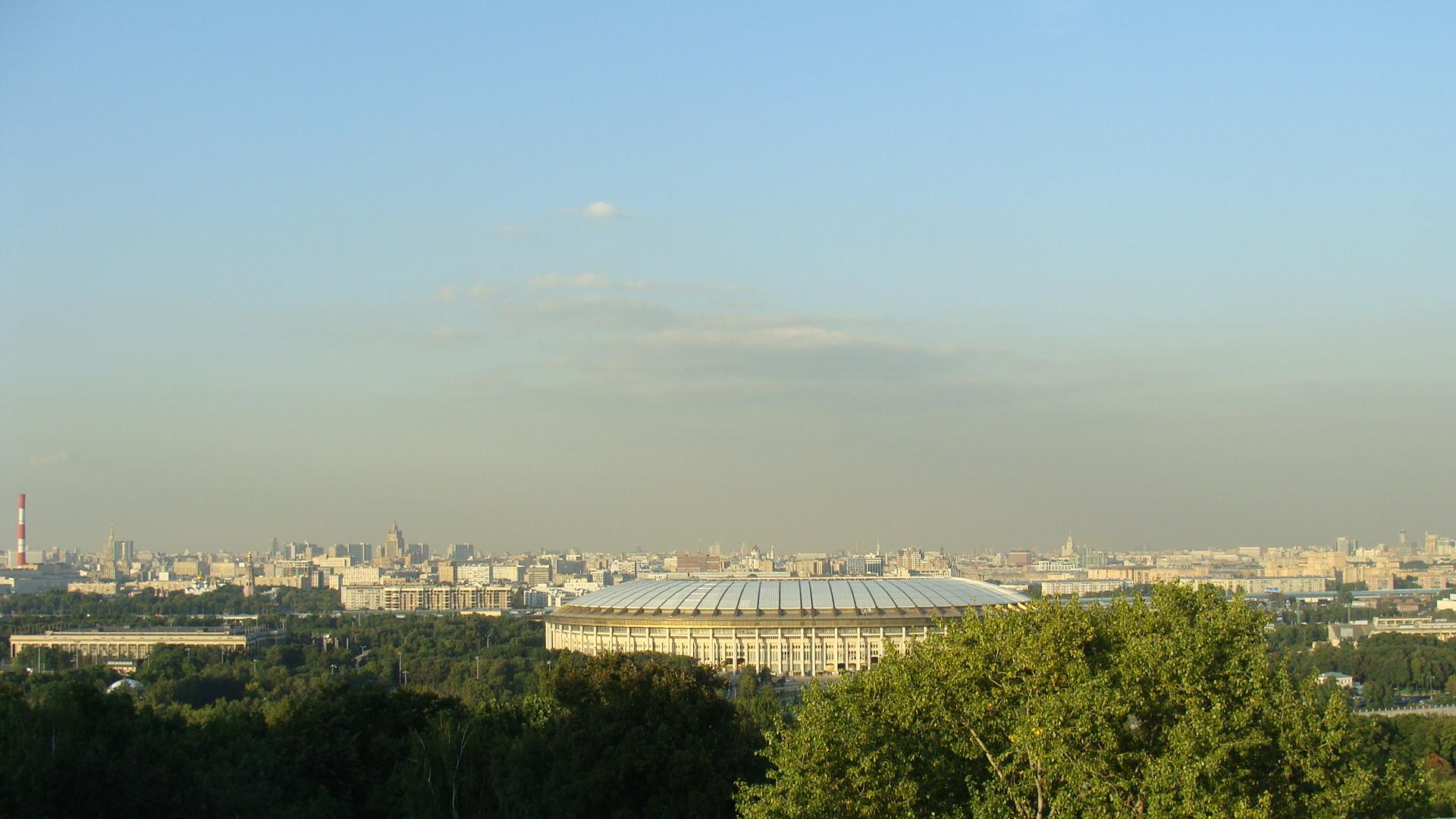
Gezicht vanaf de Mussenheuvels met het Olympisch Stadion Loezjniki

De Vorobjovy Gory (Russisch: Воробьёвы горы; mussenheuvels), tussen 1935 en 1999 Leninskie Gory (Ленинские горы: Leninheuvels), zijn een hoogte ten zuidwesten van het centrum van Moskou en zijn daarmee een van de hoogste punten van de stad. De hoogte ligt op 220 meter boven zeeniveau; de relatieve hoogte ten opzichte van de Moskva bedraagt ongeveer 65 meter.
De hoogte bevindt zich niet ver van het Olympisch Stadion Loezjniki, waar de openings- en sluitingsceremonie, alsmede de atletiekwedstrijden van de Olympische Spelen van 1980 plaatsvonden. Ook het Novodevitsjiklooster met de Novodevitsjibegraafplaats zijn vlakbij. Het gelijknamige metrostation Vorobyovy Gory is een van de weinige metrostations van Moskou die bovengronds liggen. Het metrostation Vorobjovy Gory
bevindt zich ín een brug boven de Moskva. Het bekendste gebouw op de heuvels is het hoofdgebouw van de Staatsuniversiteit van Moskou.
De heuvels spreken een belangrijke rol in de roman De Meester en Margarita van Michail Boelgakov.